# 한원탁
한원탁(TAK, 1991년 8월 27일 ~)은 대한민국의 디스크자키이자, 작곡가, 음악 프로듀서이다. 디제이맥스 트릴로지 리믹스 컨테스트에서 우승을 한 것을 비롯하여 디제이맥스 시리즈, 큐라레: 마법도서관, 이지투온, 오투잼 등 게임 작품 다수에 곡을 제공하였다. 서태지 9집 Quiet Night 리믹스 컨테스트에서 〈Chrismalo.win〉의 리믹스 버전을 제출하여 우승을 차지하였고 엠넷의 DJ 서바이벌 방송 프로그램 헤드라이너에 출연해 첫 회에 탈락하기도 하였다.